# سیمین‌ماهی کوتوله
سیمین‌ماهی کوتوله (نام علمی: Osmerus spectrum) نام یک گونه از سرده سربرهنه است.